# Offensive de Kharkiv (2024)
Front Nord de l'invasion russe de l'Ukraine
Batailles
Offensive de Kiev (Jytomyr, Kiev) : 
- 1re Hostomel
- Tchernobyl
- Ivankiv
- Kiev
- 2e Hostomel
- Vassylkiv
- Boutcha
- Irpin
  - Bombardement de réfugiés
- Jytomyr
- Mochtchoun
- Makariv
- Brovary

Offensive du Nord (Tchernihiv, Soumy) :
- Hloukhiv
- Slavoutytch
- Bombardements
- Soumy
- Trostianets
- Tchernihiv
- Okhtyrka
- Lebedyn
- Konotop
- Romny
- Desna
- Escarmouches frontalières

Russie  (Briansk, Belgorod) :
- Incursions en Russie occidentale
  - Oblast de Briansk
  - Oblasts de Belgorod et de Koursk
    - Incursions de 2024

  - Bombardement de Belgorod
- Oblast de Koursk (août 2024)

Campagne de l'Est (Donetsk, Louhansk, Kharkiv)
Kharkiv :
- 1re Kharkiv
  - Tchouhouïv
  - Bombardements : en février
  - en mars
  - en avril
  - du bâtiment administratif
- Izioum
- 2e Kharkiv
  - Balaklia
  - 1re Koupiansk
  - Chevtchenkove
- 3e Kharkiv

Nord du Donbass:
- Starobilsk
- Sloviansk
  - Dovhenke
  - 1re Lyman
  - Sviatohirsk
  - Bohorodychne et Krasnopillia
  - Bombardements : Bilohorivka
  - Kramatorsk
- Sievierodonetsk
  - Kreminna
  - Donets
  - Roubijné
  - Popasna
  - Tochkivka
  - Massacre
- Lyssytchansk
- 2e Kharkiv
  - Balaklia
  - 1re Koupiansk
  - Chevtchenkove
  - 2e Lyman
- Oblast de Louhansk
  - Ligne Svatove-Kreminna
  - Serebryansky
  - 2e Koupiansk

 Centre du Donbass:
- Horlivka
- Popasna
- Svitlodarsk
- Bakhmout
  - Soledar
- Siversk
- Tchassiv Iar
- Toretsk
- Kourakhove
- Velyka Novossilka
- Novopavlivka

Sud du Donbass :
- Volnovakha
- Marioupol
  - Bombardements : de l'hôpital
  - du théâtre
  - de l'école d'art
- Pisky
- Vouhledar
  - Pavlivka
- Marïnka
- Contre-offensive de 2023
- Avdiïvka
- Novomykhaïlivka
- Pokrovsk
  - Krasnohorivka
  - Toretsk
- Bombardements :
- Makiïvka
- Donetsk

Campagne du Sud (Mykolaïv, Kherson, Zaporijjia)
- 1re Kherson
- Odessa
- Melitopol
- Mykolaïv
  - Bombardements : à fragmentation
  - du bâtiment administratif
- 1re Berdiansk
- Zaporijjia
- Tchornobaïvka
- Enerhodar
- Voznessensk
- Houliaïpole
- Davydiv Brid
- 2e Berdiansk
- Nova Kakhovka
- 2e Kherson
  - Doudtchany
- Dniepr
- Tchoulakivka
- Contre-offensive de 2023
  - Robotyne

Frappes aériennes dans l'Ouest et le Centre de l'Ukraine
- Lviv (02/2022)
- Vinnytsia (03/2022)
- Yavoriv (03/2022)
- Deliatyne (03/2022)
- Dnipro
- Rivne

Guerre navale
- Île des Serpents (02/2022)
- Moskva (04/2022)

Attaques en Crimée
- Novofedorivka (08/2022)
- Djankoï (08/2022)
- Pont de Crimée (10/2022)
- Base navale de Sébastopol (10/2022)
- Pont de Crimée (07/2023)
- Base navale de Sébastopol (09/2023)

Débordement
- Aéroport de Millerovo
- Sabotages en Russie
- Attaques en Transnistrie
- Sabotage des gazoducs Nord Stream
- Terrain d'entraînement militaire de Soloti
- Explosions en Pologne
- Bases aériennes de Dyagilevo et Engels-2
- Base aérienne de Minsk-Matchoulichtchi
- Crise russo-moldave de 2023
  - Accusations de tentative de coup d'État en Moldavie
- Incident de drone de 2023 en mer Noire
- Rébellion du groupe Wagner

Massacres
- Tchernihiv
- Boutcha
- Borodianka
- Olenivka
- Izioum

L’offensive de Kharkiv de 2024 est une opération en cours dans le cadre de l’invasion russe de l’Ukraine. À partir du 10 mai 2024, les forces russes ont commencé à bombarder et à tenter de percer les défenses des forces armées ukrainiennes en direction de Vovtchansk et Lyptsi, dans l'oblast de Kharkiv en Ukraine.

## Contexte
Au cours des premiers mois de l'invasion de l'Ukraine, les forces armées russes ont réussi à conquérir de grandes parties du nord-est de l'oblast de Kharkiv, notamment les villes de Koupiansk, Izioum, Chevtchenkove et Balakliia. À la suite d’une contre-offensive en septembre 2022, les forces ukrainiennes parviennent à reprendre ces villes et à repousser les forces russes hors de presque tout l’oblast.
Au cours des premiers mois de 2024, des rapports sont apparus selon lesquels l'armée russe reconstituait ses forces dans le nord pour lancer une nouvelle offensive en direction de Kharkiv plus tard dans l'année,,. Le secrétaire de presse du Kremlin, Dmitri Peskov, et le ministre russe des Affaires étrangères Sergueï Lavrov avaient également menacé à plusieurs reprises d'attaquer l'oblast de Kharkiv et d'établir une zone tampon pour protéger l'oblast de Belgorod en réponse aux attaques transfrontalières de l'Ukraine,. Le 8 mai 2024, le gouverneur de l'oblast de Kharkiv, Oleh Syniehoubov, a signalé un important rassemblement de forces russes au nord de la région ; le 2 mai le général Vadym Skibitsky, chef adjoint de la direction principale du renseignement du ministère de la défense ukrainien, prévoyait un assaut russe autour des régions de Kharkiv et de Soumy, au nord-est fin mai ou début juin.

## Ordre de bataille

### Ukraine
Forces armées ukrainiennes :
- Groupement opérationnel-tactique de troupes « Kharkiv »
  -  Armée de terre ukrainienne
    -  18e brigade d'aviation de l'armée
    -  42e brigade mécanisée[10]
    -  57e brigade motorisée[11]
    -  92e brigade d'assaut[11]
    -  93e brigade mécanisée (1 bataillon)

  -  Forces d'assaut aérien ukrainiennes
    -  71e brigade de chasseurs
    -  82e brigade d'assaut aérien (jusqu'en août 2024)

  -  Infanterie navale ukrainienne
    -  36e brigade de marine

  -  Force de défense territoriale
    -  113e brigade de défense territoriale
    -  125e brigade de défense territoriale
    -  129e brigade de défense territoriale
      - 253e bataillon d'assaut

  -  Forces d'opérations spéciales
    - 8e régiment des forces spéciales

 Ministère de l'Intérieur :
- Garde nationale de l'Ukraine
  -  Unité spéciale Oméga 2
  -  3e brigade "Spartan"
  -  4e brigade "Roubij"
  -  5e brigade de la Garde nationale
  -  13e brigade "Khartia"
  -  21e brigade de protection de l'ordre public (à partir d'août)
- Service national des gardes-frontières d'Ukraine
  -  Brigade "Stalevy Kordon"
  -  Détachement Dozor
  -  94e détachement frontalier
- Forces de police spéciale
  -  Brigade "Lyut"
    -  Régiment d'assaut « Tsunami »

 Direction Général du renseignement :
- 8e bataillon "Aratta"
- Unité spéciale Tymur
  - SSO Vidar
  - Bataillon Stugna
- Unité A3449
  -  Corps des volontaires russes
  -  Régiment Kastous-Kalinowski
  -  Légion « Liberté de la Russie »
  -  Corps des volontaires biélorusses

### Russie
Forces armées russes :
- Forces terrestres russes
  - Groupe « Nord »
    - 11e corps d'armée[11]
      - 18e division de fusiliers motorisés de la Garde[12]
        - 9e régiment de fusiliers motorisés
        - 11e régiment de chars
        - 79e régiment de fusiliers motorisés
        - 29e régiment d'artillerie
        - 280e régiment de fusiliers motorisés de la Garde[12]

      - 7e régiment de fusiliers motorisés
      - 1009e régiment de fusiliers motorisés
        - Unités du « Corps africain » (Afrika Korps)[12]``

      - 1427e régiment de fusiliers motorisés
      - 1431e régiment de fusiliers motorisés

    - 44e corps d'armée[11]
      - 72e division de fusiliers motorisés
        - 30e régiment de fusiliers motorisés
        - 41e régiment de fusiliers motorisés

  -  1re armée de chars de la Garde
    - 47e division de chars
      - 26e régiment de chars
      - 153e régiment de chars
      - 272e régiment de fusiliers motorisés

  -  6e armée combinée
    -  25e brigade de fusiliers motorisés de la Garde
      - 1843e régiment de fusiliers motorisés

    -  69e division de fusiliers motorisés de la Garde[13]
      - 82e régiment de fusiliers motorisés

    - 80e régiment de chars de la Garde[12]

  -  58e armée combinée
    -  42e division de fusiliers motorisés de la Garde
      - 78e régiment de fusiliers motorisés "Akhmat-nord"
- Troupes aéroportées de la fédération de Russie
  -  83e brigade d'assaut aéroporté de la Garde
- Marine russe
  - Flotte du Pacifique
    -  155e brigade d'infanterie navale de la Garde

 Rosgvardia
- 116e brigade opérationnelle

## Chronologie
(septembre 2024).
Selon le ministère ukrainien de la Défense, les forces russes ont bombardé des positions avec des bombes guidées en direction de Vovtchansk pendant la journée et ont ajouté des tirs d'artillerie la nuit. Une tentative de franchir la ligne de front a été enregistrée à 5 heures du matin le 10 mai,. Jusqu'à 4 à 5 bataillons d'infanterie russes d'une force nouvellement créée ont traversé la frontière de l'État, conquérant les villages de Krasne (uk), Boryssivka (uk), Strilecha et Pylna,,. Vovtchansk a subi des tirs d'artillerie nourris pendant la nuit, qui se sont poursuivis le lendemain. Les forces armées ukrainiennes ont exhorté les habitants du nord de l'oblast de Kharkiv à évacuer,,.

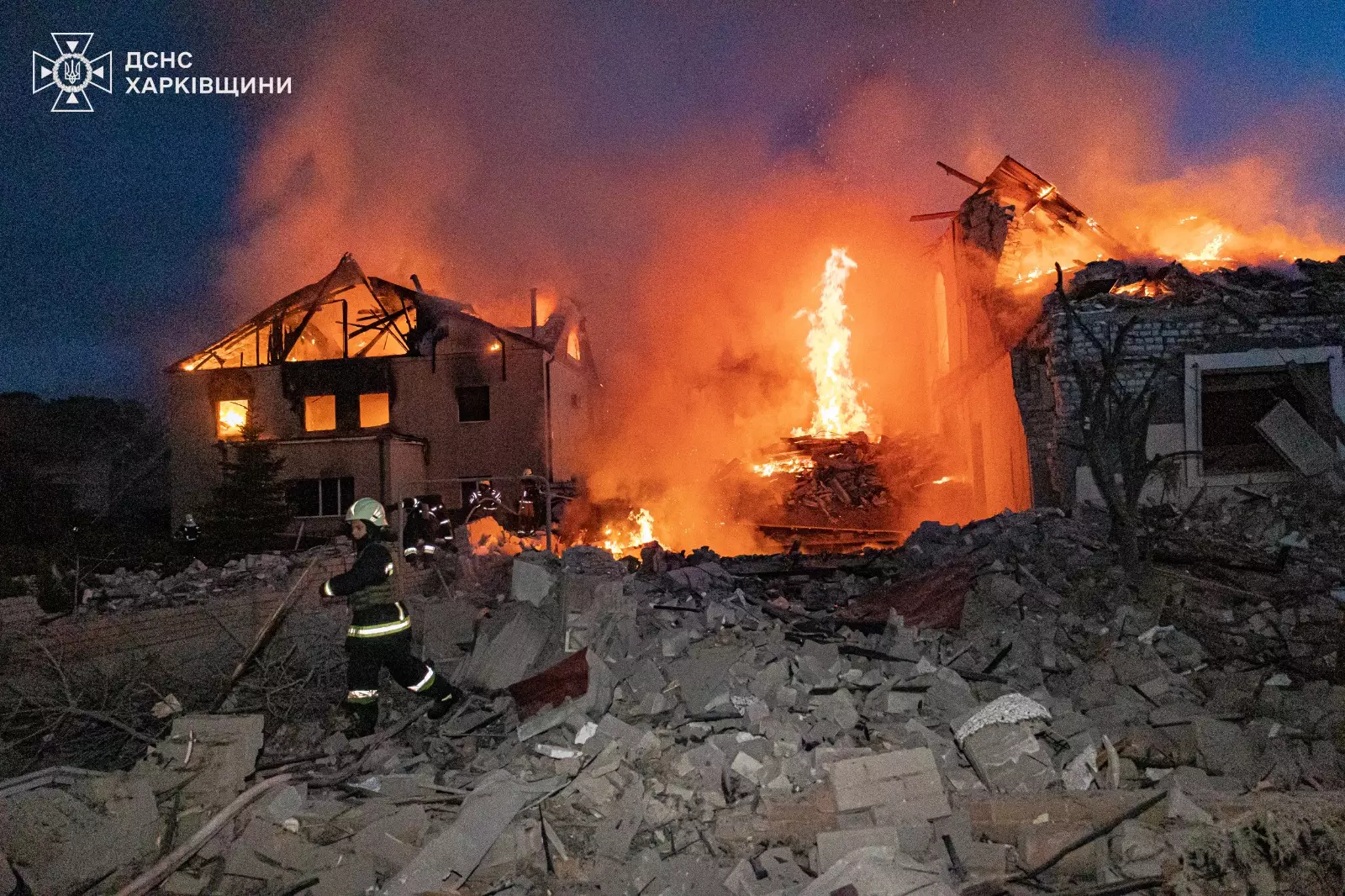
La ville de Kharkiv subit aussi des bombardements, ici le 10 mai, une vingtaine de maisons endommagées.
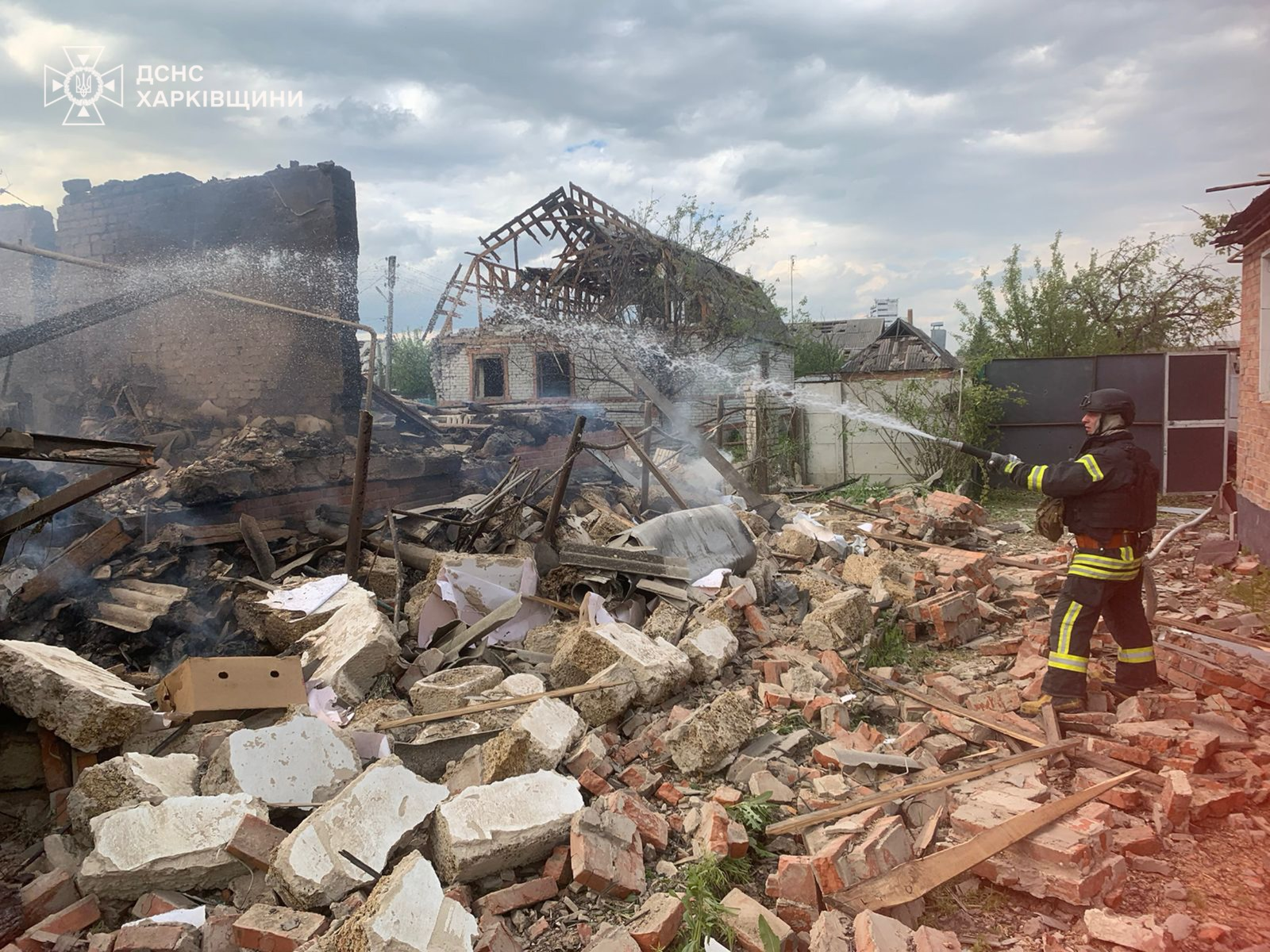
Vovtchansk le 11 mai 2024

Selon le journaliste militaire ukrainien Yuri Butusov, la zone frontalière conquise était une « zone grise » derrière la ligne défensive ukrainienne sans présence militaire ukrainienne, à l'exception de Striletsa,. Le gouverneur de l'oblast Oleh Syniehubov a également qualifié les villages touchés de « zone grise », affirmant que « les forces armées ukrainiennes n'ont pas perdu un seul mètre ». Selon les analystes de DeepStateMap.Live, citant des sources confidentielles, les forces russes avaient occupé le village de Pylna plusieurs jours avant le 10 mai, mais une mauvaise communication au sein de l'armée ukrainienne avait empêché toute action.
Plus tard dans l'après-midi, des unités de réserve ont été envoyées dans l'oblast de Kharkiv pour tenir la ligne de front, selon le ministère ukrainien de la Défense.
Le président ukrainien Volodymyr Zelensky a déclaré que l’artillerie avait jusqu’à présent réussi à repousser l’offensive russe dans l’oblast de Kharkiv et que la Russie pourrait mobiliser davantage de réserves pour soutenir l’offensive, mais que les forces armées ukrainiennes étaient prêtes à leur résister.
Plus tard dans la journée, un haut commandant ukrainien a déclaré que les forces russes avaient repoussé les forces ukrainiennes d'un kilomètre de la frontière russo-ukrainienne et qu'elles visaient à avancer de 10 kilomètres en Ukraine. La ville frontalière de Vovtchansk a été soumise à des « bombardements massifs » et les habitants ont été évacués,.
Des combats ont également été signalés dans les villages de Pletenivka, Hatychtche (uk), Hoptivka (uk), Morokhovets (uk), Oliinykove (uk) et Ohirtseve (uk). Des blogueurs russes ont affirmé que Hatychtche, Ohirtseve et Zelene étaient passées sous contrôle russe, selon l'Institut pour l'étude de la guerre (ISW). La 42e brigade mécanisée d'Ukraine a publié des images de son unité « Perun » détruisant quatre véhicules de combat d'infanterie russes BMP dans la région de Pylna à l'aide de drones de combat, affirmant avoir infligé des pertes,.
Un membre du mouvement partisan ukrainien Atesh, qui aurait servi dans l'armée russe, a affirmé que des parties de son unité, un bataillon de fusiliers motorisés du 44e corps d'armée, avaient refusé de participer à l'assaut sur l'oblast de Kharkiv, en raison de l'échec des opérations de sabotage et de reconnaissance précédentes et de la force des fortifications ukrainiennes.
Le 10 mai, selon l’ISW, les forces russes se sont emparées d’environ « 50 kilomètres carrés de territoire », bien que les forces ukrainiennes affirment avoir repoussé les forces russes.
Le 11 mai, les Ukrainiens affirment avoir détruit 20 unités blindées russes lors de l’offensive de la veille. Pendant ce temps, le ministère russe de la Défense affirme que ses troupes ont « libéré » Pletenivka et Ohirtseve (uk). Nazar Volochyn, porte-parole du groupe opérationnel et stratégique ukrainien Khortytsia, affirme que les Russes sont contenus dans la « zone grise » et que l'offensive a effectivement été repoussée.
Le 12 mai, le ministère russe de la Défense affirme avoir occupé les villages de Hatychtche (uk), Krasne (uk), Morokhovets (uk) et Oliinykove (uk) dans l'oblast de Kharkiv.
Le 14 mai, le ministère russe de la Défense affirme que l'armée russe avance « en profondeur dans les défenses ennemies » et revendique la prise du village de Bouhrouvatka,.
Le 15 mai, l'armée russe annonce que ses forces «ont libéré les localités de Glibokié et de Loukiantsi dans la région de Kharkiv et ont également progressé en profondeur dans les défenses ennemies». Selon le chef de la police de la ville de Vovtchansk, « l'ennemi prend position dans les rues ». La chaîne Telegram de DeepState, proche de l'armée ukrainienne indique que les Russes sont parvenus à occuper une bande d'environ 80 km2 autour de Loukiantsi et une autre de 53 km2 vers Vovtchansk. De son côté, une analyse de l'AFP indique que l'armée russe a réussi à conquérir 257 km2 dans l'oblast de Kharkiv entre le 9 et le 15 mai.
Le 17 mai, le Président Volodymyr Zelensky annonce que les forces russes ont été arrêtées et que le front s'est « stabilisé ». La profondeur atteinte par l'armée russe à l'intérieur des terres est estimée à « 10 km ». Le lendemain, un chiffre de 10 000 personnes évacuées de l'oblast de Kharkiv est donné par le chef de l'administration militaire.
Le 24 mai l'Ukraine affirme que l'offensive vers Kharkiv est arrêtée, le gouverneur de l'oblast, Oleg Synehoubov, annonce que onze mille personnes ont été déplacées. 
Le 30 mai, les tirs de missiles continuent depuis le territoire russe.
Des roquettes de M142 HIMARS ont frappé des zones de concentration de troupes russes vers Belgorod le premier juin 2024 ; l'armée russe affirme en avoir intercepté quatorze.
Le 6 septembre 2024, des images aériennes de Vovtchansk transmises par un drone survolant une avenue indique que plus aucun bâtiment ne semble intact. Les images de Vovtchansk rappellent celles de Bakhmout et d'Avdiïvka villes totalement détruites.

## Analyse
David Axe, correspondant militaire de Forbes, a décrit l'attaque comme « une feinte élaborée » dont le principal objectif, autre que d'avoir quelque chose à célébrer pour les Russes lors de leur défilé du Jour de la Victoire, était de retirer des ressources à Tchassiv Iar et Avdiïvka.
Selon l'ISW, l'objectif de cette offensive est de créer une zone tampon afin de protéger l'oblast de Belgorod des bombardements ukrainiens.

## Voir Aussi
- Liste des engagements militaires lors de l'invasion de l'Ukraine par la Russie
- Bataille de Balaklia
- Première bataille de Koupiansk
- Contre-offensive ukrainienne de 2023
- Bataille de Tchassiv Iar